# Vanishing Point (Star Trek)
Vanishing Point is de tiende aflevering van het tweede seizoen van de Amerikaanse sciencefictiontelevisieserie Star Trek: Enterprise. Het is de 35e aflevering van de serie, voor het eerst uitgezonden in 2002.

## Verhaal
Terwijl een team van de USS Enterprise onderzoek doet op een verlaten planeet, dwingt een diamagnetische storm hen ertoe de planeet met spoed te verlaten. Omdat ze door tijdgebrek niet snel genoeg kunnen vertrekken met hun shuttle, worden ze getransporteerd met een transporter, een apparaat dat relatief nieuw is en in staat is personen binnen enkele seconden duizenden kilometers te verplaatsen. Een van de verplaatste officieren is Hoshi Sato. Zij merkt na het transport dat ze steeds minder goed zichtbaar is voor de andere bemanningsleden en uiteindelijk wordt ze zelfs helemaal niet meer door hen opgemerkt. Als ze haar niet meer kunnen vinden, wordt ze door het hele schip gezocht. Het blijkt dat er iets mis was met de transporter, waardoor ze niet op een goede manier is teruggekomen op de Enterprise. Later wordt Sato's familie op de hoogte gesteld van haar overlijden, terwijl Sato aan de berichtgever, kapitein Jonathan Archer probeert duidelijk te maken dat ze nog leeft.
Als ze even later door de gangen van het schip loopt, ziet Sato echter dat de gehele Enterprise is gevaar is. Een aantal aliens is bezig bommen op het schip te plaatsen. Als zij ziet dat een aantal aliens een andere transporter gebruiken, springt ze er gauw op, waarna ze op de transporter van de Enterprise belandt. Uiteindelijk blijkt dat ze voor 8,3 seconden vastzat in het apparaat vanaf het moment dat ze vanaf de planeet getransporteerd werd. Er wordt geconcludeerd dat Sato tijdens die periode hallucineerde en de Enterprise in geen enkel gevaar is.

## Acteurs

### Hoofdrollen
- Scott Bakula als kapitein Jonathan Archer
- John Billingsley als dokter Phlox
- Jolene Blalock als overste T'Pol
- Dominic Keating als luitenant Malcolm Reed
- Anthony Montgomery als vaandrig Travis Mayweather
- Linda Park als vaandrig Hoshi Sato
- Connor Trinneer als overste Charles "Trip" Tucker III

### Gastrol
- Keone Young als Hoshi's vader

### Bijrollen

#### Bijrollen met vermelding in de aftiteling
- Gary Riotto als alien
- Ric Sarabia als alien
- Morgan Margolis als bemanningslid Baird
- Carly Thomas als Alison

#### Bijrollen zonder vermelding in de aftiteling
- Mark Correy als bemanningslid Alex
- Hilde Garcia als bemanningslid Rossi
- Glen Hambly als een bemanningslid van de Enterprise
- Bryan Heiberg als een bemanningslid van de Enterprise
- John Jurgens als een bemanningslid van de Enterprise
- Martin Ko als een bemanningslid van de Enterprise
- Marnie Martin als een bemanningslid van de Enterprise
- Lidia Sabljic als een bemanningslid van de Enterprise
- Jessica Vash als een bemanningslid van de Enterprise